# Великая Весь
Вели́кая Весь (укр. Велика Вісь) — село в Репкинском районе Черниговской области Украины. Население 377 человек. Занимает площадь 0,003 км².
Код КОАТУУ: 7424480401. Почтовый индекс: 15071. Телефонный код: +380 4641.

## История
Возникло не позднее XVI века на землях любечских бояр Репчичей.

## Власть
Орган местного самоуправления — Великовесский сельский совет. Почтовый адрес: 15073, Черниговская обл., Репкинский р-н, с. Великая Весь, ул. Черниговская, 44а.

## Известные уроженцы
- Брагинец, Николай Григорьевич — Герой Советского Союза.